# Ture Bielke (1655–1717)
Ture Bielke, född 1655, död 20 december 1717, var en svensk friherre, landshövding och överste. 
Ture Bielke var son till Sten Nilsson Bielke  och Brita Rosladin, vars mor var en Posse. Han började sin bana som löjtnant vid Livregementet, tog därefter fransk tjänst som brigadier, varpå han 1709 blev överste för Bohusläns Dragonskvadron. Han deltog vid slagen i Halmstad, Lund och Landskrona. År 1714 utsågs han till landshövding i Stockholms län, en tjänst han hade till sin död 1717.
Gift 1708 med Ursula Kristina Törne, av samma släkt som bland annat Törnstjerna och Törnflycht och härstammande från Hising och Bureätten. I äktenskapet föddes flera barn som avled innan vuxen ålder. En dotter gifte sig Manderstierna. Äldste sonen var friherre Sten Carl Bielke (1709–1753).